# Saint-Orens-Pouy-Petit
 Saint-Orens-Pouy-Petit  là một xã của tỉnh Gers, thuộc vùng Occitanie, tây nam nước Pháp.